# Christian Bottollier
Christian Bottollier, né le 25 juillet 1928 à Chenay (Marne) et mort le 1er juillet 2021 à Nancy (Meurthe-et-Moselle), est un footballeur français. 
Le joueur a évolué comme avant-centre puis demi.

## Biographie
Christian Bottollier débute au CS Thillotin, club de division d'honneur où il joue avec Étienne Mattler, l'entraîneur-joueur de l'équipe vosgienne qui l'a contacté. En 1949, il est recruté par Nancy comme avant-centre. Mais il joue très vite demi-aile tout en restant très offensif et marquant toujours des buts. 
En 1953, il est finaliste de la Coupe de France. Mais en 1958, à cause d'une grave blessure au genou, il est obligé d'abandonner le football.

## Carrière de joueur
- 1945-1949 : CS Le Thillot (en DH)
- 1949-1958 : FC Nancy (en Division 1)

## Palmarès
- Finaliste de la Coupe de France en 1953 avec le FC Nancy.
- Champion de France de Division 2 en 1958